# Granada F1
La F1 fue una granada de mano empleada por el Ejército francés durante la Primera Guerra Mundial y la Segunda Guerra Mundial.

## Descripción

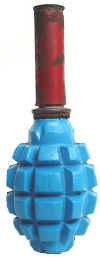
Granada F1 con espoleta de impacto.

La F1 era una granada diseñada durante la Primera Guerra Mundial y empleada por los soldados franceses en aquel conflicto. Originalmente, la F1 fue diseñada para emplear una espoleta de fricción, pero posteriormente empezó a usar una espoleta de impacto. Las espoletas M1916 y M1917 Billant volvieron a la F1 en una granada con espoleta temporizada, que fue el sistema detonador final de la granada. Para la Segunda Guerra Mundial, la F1 empleaba la espoleta M1935, que es temporizada, pero tiene un mecanismo distinto al de la espoleta M1916 Billant.
La F1 fue empleada hasta la Segunda Guerra Mundial, donde fue la principal granada de fragmentación francesa. Los franceses también emplearon granadas P1 y Citron Foug. Después de la guerra, la granada F1 fue retirada de servicio.

## Empleo
Además del Ejército francés, la F1 fue empleada por otras fuerzas armadas.

### Estados Unidos
La F1 con espoleta M1916 Billant fue la granada preferida por las fuerzas estadounidenses durante la Primera Guerra Mundial. La F1 sirvió de inspiración para la fallida granada Mk 1, que a su vez dio origen a la icónica Mk 2

### Movimiento Blanco
Durante la Guerra Civil Rusa, Francia entregó la F1 a las fuerzas del Movimiento Blanco. Después de la guerra civil, el diseño de la F1 fue modificado y dio origen a la granada F-1.

## Usuarios
- Francia
- Estados Unidos
- Finlandia